# Loveshine
Loveshine – album grupy Con Funk Shun. Został wydany w roku 1978.

## Lista utworów
1. „So Easy”
2. „Magic Woman”
3. „Shake and Dance with Me”
4. „Make It Last”
5. „Loveshine”
6. „When the Feeling’s Right”
7. „I Think I Found the Answer”
8. „Wanna Be There”
9. „Can’t Go Away”

## Nagrody i pozycja na listach
1. 10 Top R&B Albums, #32 Pop